# Armin Lang (Politiker)

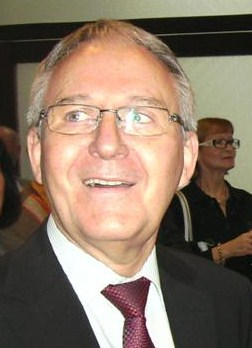
Armin Lang

Armin-Emil Lang (* 21. November 1947 in Niederkirchen/Ostertal) ist ein deutscher Politiker (SPD). Er war von 1985 bis 2009 Mitglied des Saarländischen Landtags.

## Leben und Beruf
Lang studierte von 1966 bis 1970 Sozialarbeit und Sozialpädagogik an der Katholischen Hochschule für Soziale Arbeit in Saarbrücken. Im Anschluss war er bis 1973 leitender Mitarbeiter beim Internationalen Bund für Sozialarbeit. Beim Diakonischen Werk an der Saar arbeitete Lang danach bis 1983 als Referent für soziale Planungs- und Öffentlichkeitsarbeit sowie von 1983 bis 1986 als Geschäftsführer. In den Jahren 1980 bis 1985 leitete er daneben das Evangelische Bildungszentrums Neunkirchen-Wiebelskirchen. Außerdem übernahm er zwischen 1972 und 1987 mehrere Lehraufträge an den Katholischen Hochschulen Saarbrücken und Mainz. Lang war bis zur Pensionierung im Jahr 2008 Leiter der VdAK- und AEV-Landesvertretungen Saarland (seit 1990) und Rheinland-Pfalz (seit 2004).
Lang ist evangelisch, verheiratet und hat einen Sohn.

## Politik

### Partei
Der SPD trat Lang im Jahr 1969 bei. Er war Mitglied im Vorstand des Ortsvorstands Ostertal (1969–1979), Vorsitzender des Stadtverbandes St. Wendel (1979–1995) von 1995 bis 2006 Vorsitzender des Kreisverbands St. Wendel.
In den Jahren 1987 bis 1997 war er Landesvorsitzender der Arbeitsgemeinschaft der Sozialdemokraten im Gesundheitswesen (ASG). Diese Position hat er seit 2002 wieder inne. Ebenso ist er seit 2002 im ASG-Bundesvorstand. Von 2004 bis 2006 war er stellvertretender Bundesvorsitzender der ASG; von 2006 bis 2015 war er Bundesvorsitzender der ASG.

### Ämter
Lang war von 1974 bis 2004 Mitglied im Kreistag des Landkreises St. Wendel – von 1979 bis 1994 als stellvertretender Vorsitzender seiner Fraktion, ab 1994 als Fraktionsvorsitzender. In den Jahren 1984 bis 2004 war er Vorstandsmitglied des Landkreistages Saarland.
Dem Landtag des Saarlandes gehörte Lang von der neunten Legislaturperiode (1985) bis zum Ende der dreizehnten Legislaturperiode (2009) an. Dort war er Vorsitzender des Ausschusses für Frauen, Arbeit, Gesundheit und Soziales (1985–1999), stellvertretender Vorsitzender des Europaausschusses (1990–1995), stellvertretender Vorsitzender seiner Fraktion (1994–2004) und zuletzt Mitglied im Ausschuss Gesundheit und Soziales. 
Er kandidierte aus Altersgründen nicht mehr zur Landtagswahl 2009. 
2008 wurde Lang Vorsitzender des VdK/Landesverband Saarland.
Von 2009 bis 2014 war Lang Ortsvorsteher in seinem Heimatort Osterbrücken.